# Bende van 14
De Bende van 14 (Engels: Gang of 14) was een groep van Amerikaanse senatoren, bestaande uit zeven Democraten en zeven Republikeinen, in het 109e Amerikaans Congres. Ze onderhandelde met succes over een compromis in 2005 over het gebruik van een filibuster bij gerechtelijke benoeming. De Democratische senatoren John Kerry en Edward Kennedy probeerden een stemming over de benoeming van een aantal rechters, voor onder andere het Hooggerechtshof, te voorkomen door een filibuster in te zetten. Deze procedurele zet vereist 41 stemmen tegen het sluiten van het debat en wordt vaak ingezet om te voorkomen dat een wet waarvoor er wel een gewone meerderheid is, te blokkeren. De Republikeinen hadden echter al in mei gedreigd om de nuclear option in te zetten, waardoor ze de Democraten de mogelijkheid zouden ontnemen om de filibuster in te zetten. De groep kwam overeen dat de filibuster alleen onder 'uitzonderlijke omstandigheden' gebruikt zal worden.

## Leden

### Democratische Partij

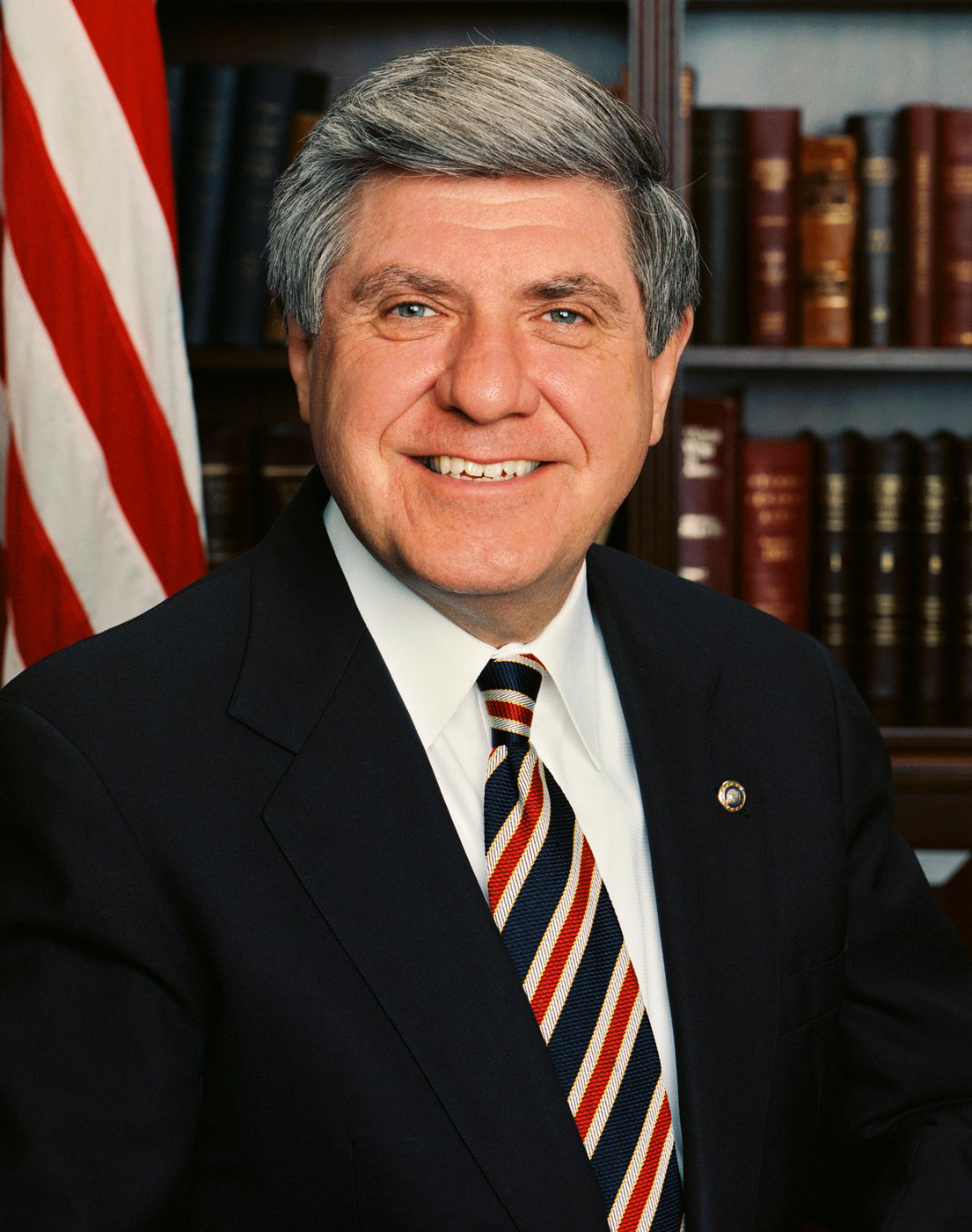
Ben Nelson
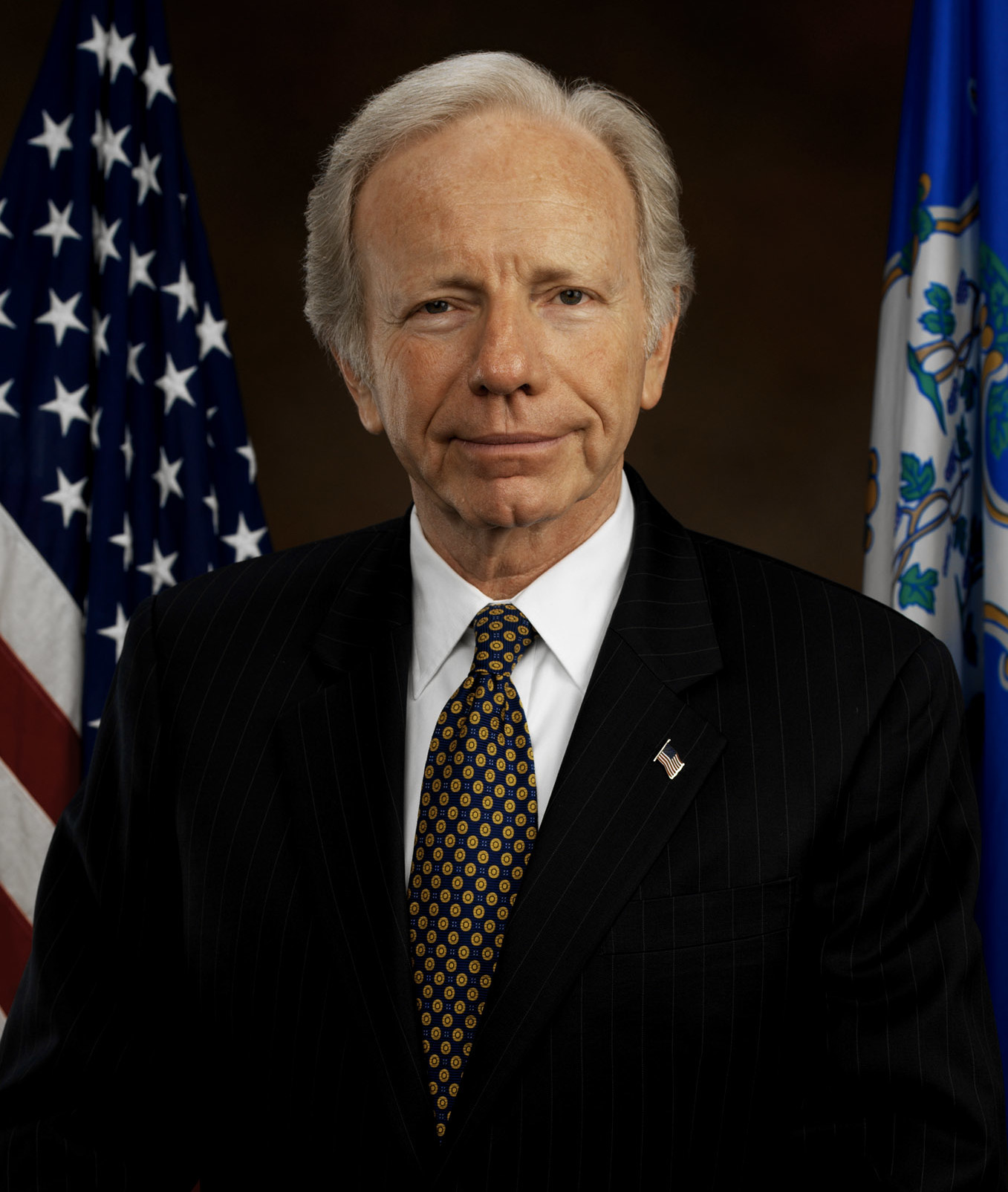
Joe Lieberman
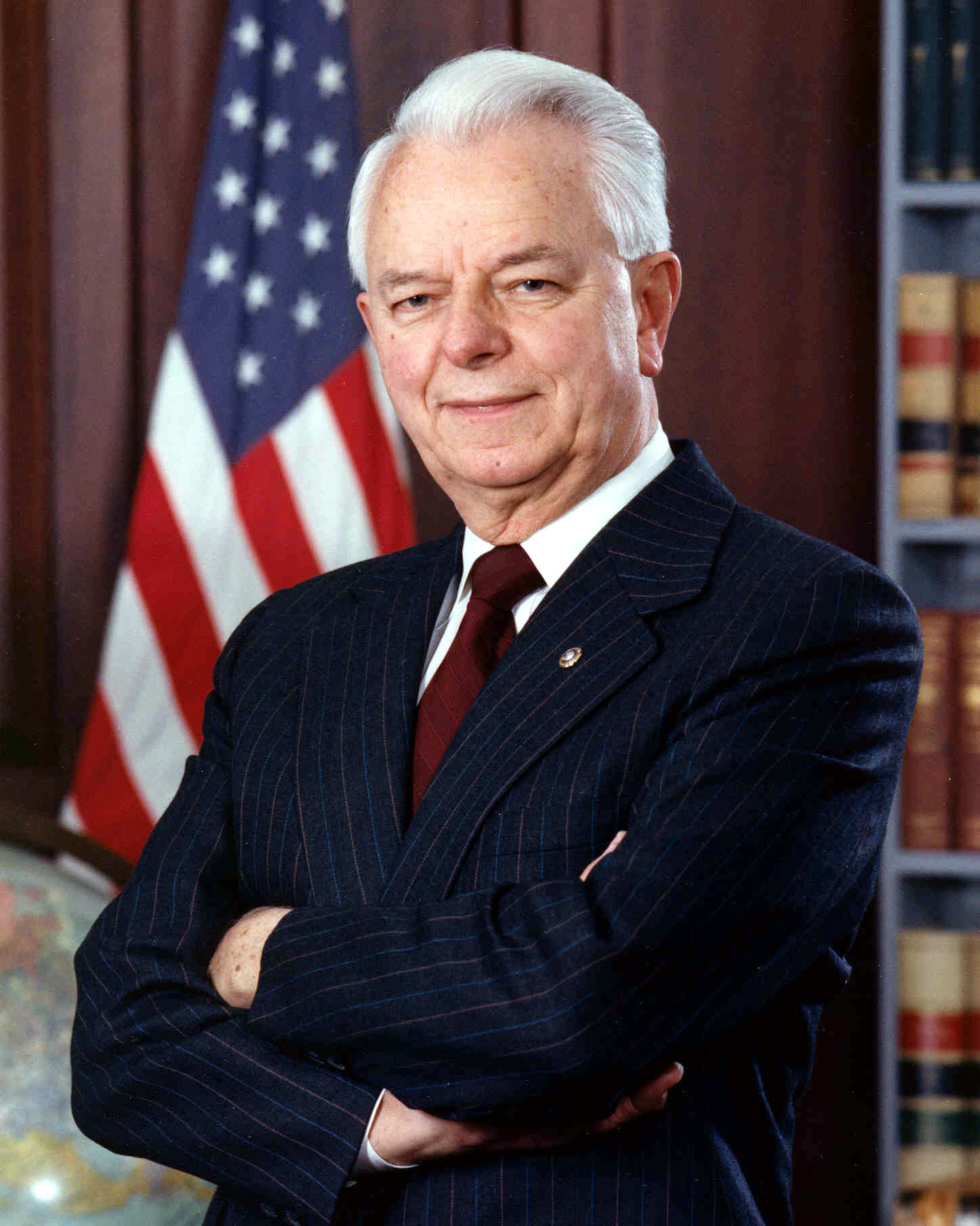
Robert Byrd
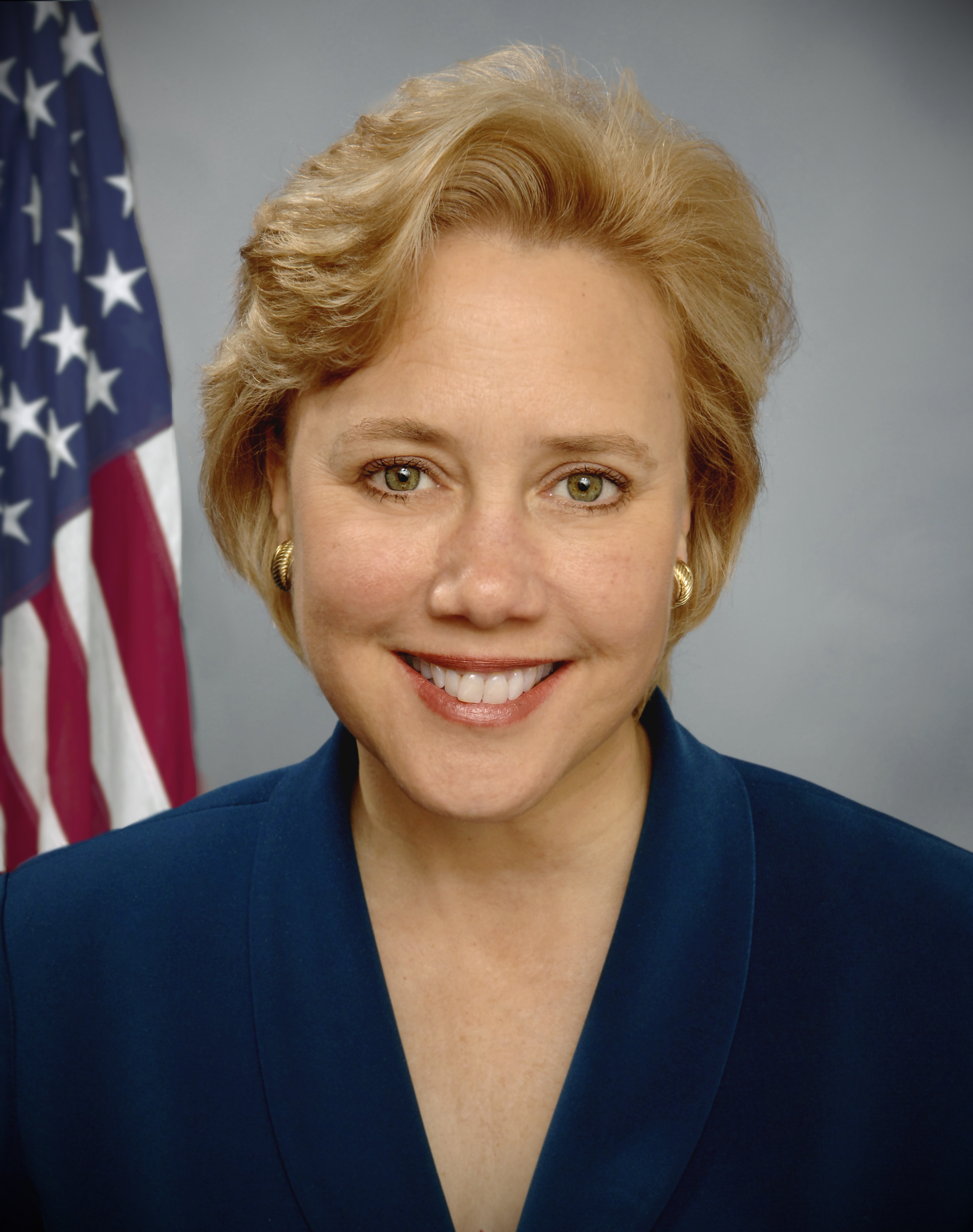
Mary Landrieu
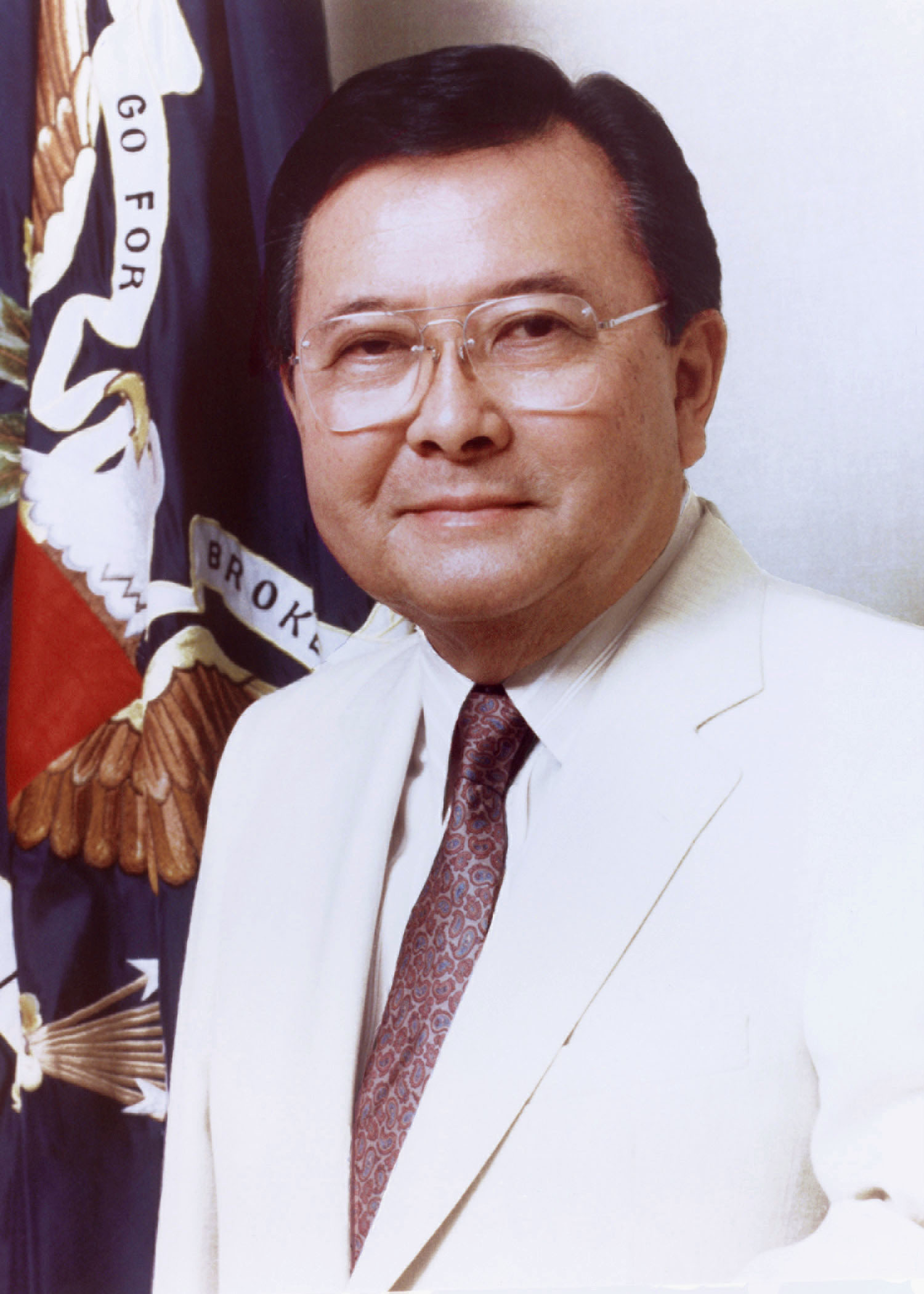
Daniel Inouye
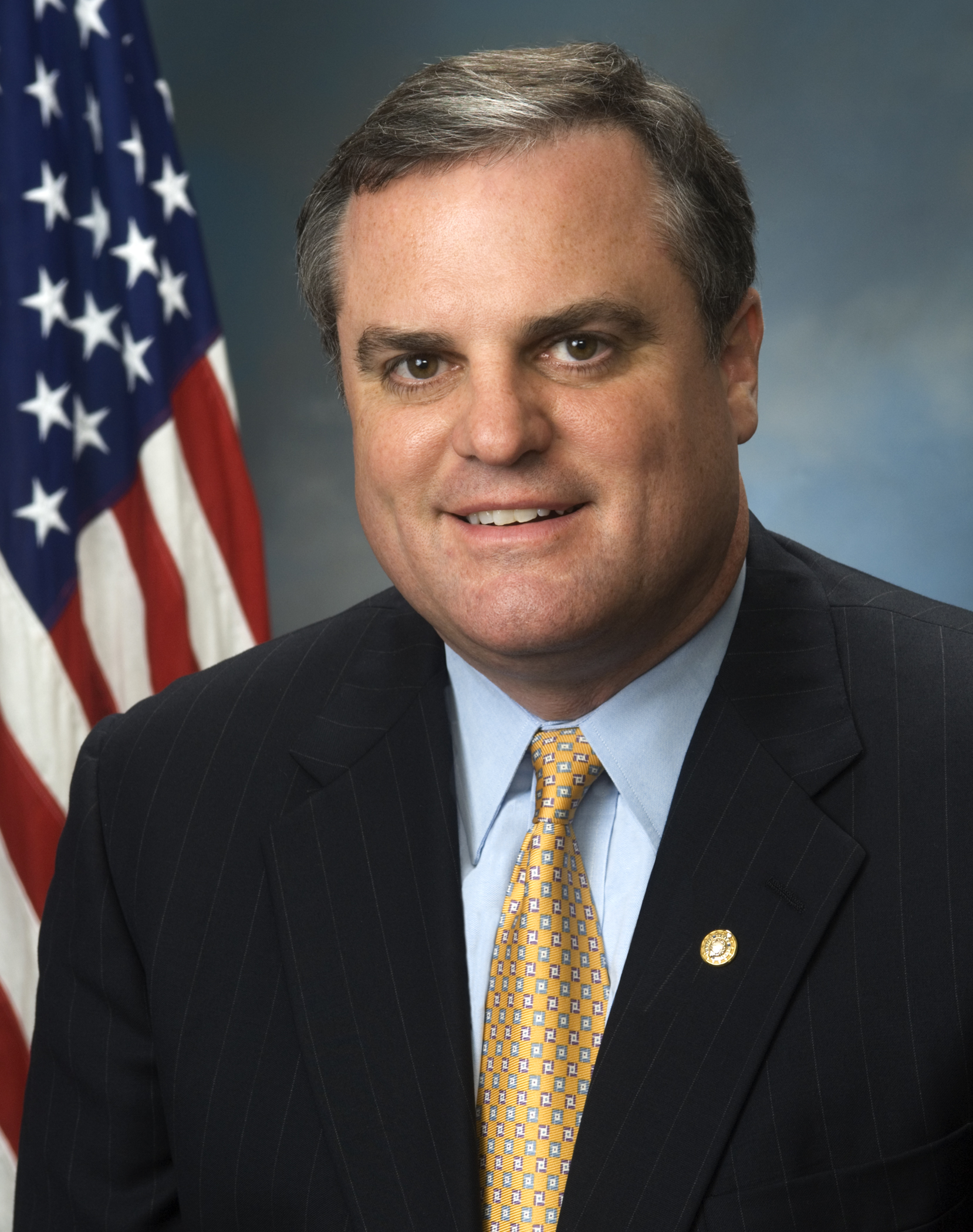
Mark Pryor
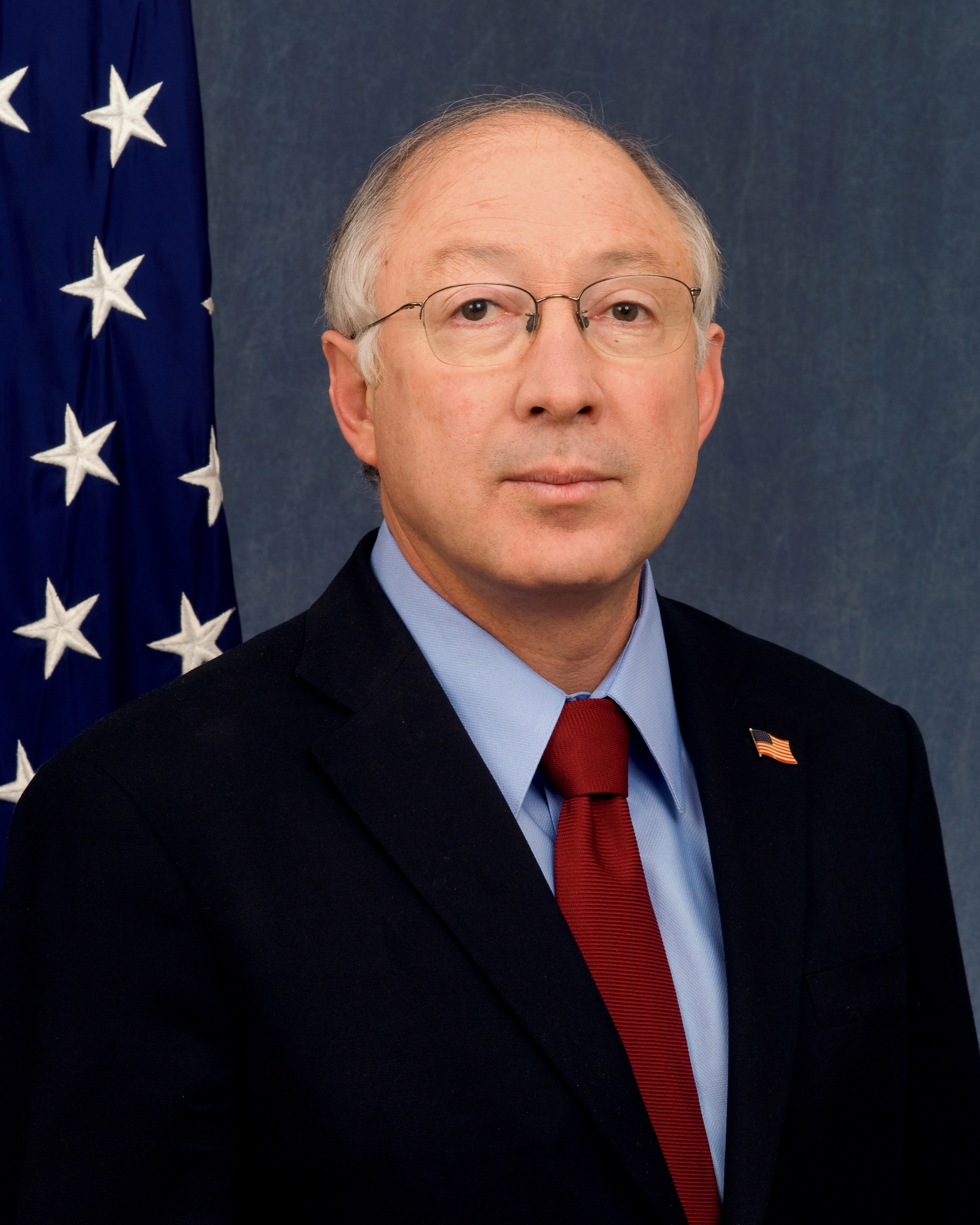
Ken Salazar

### Republikeinse Partij

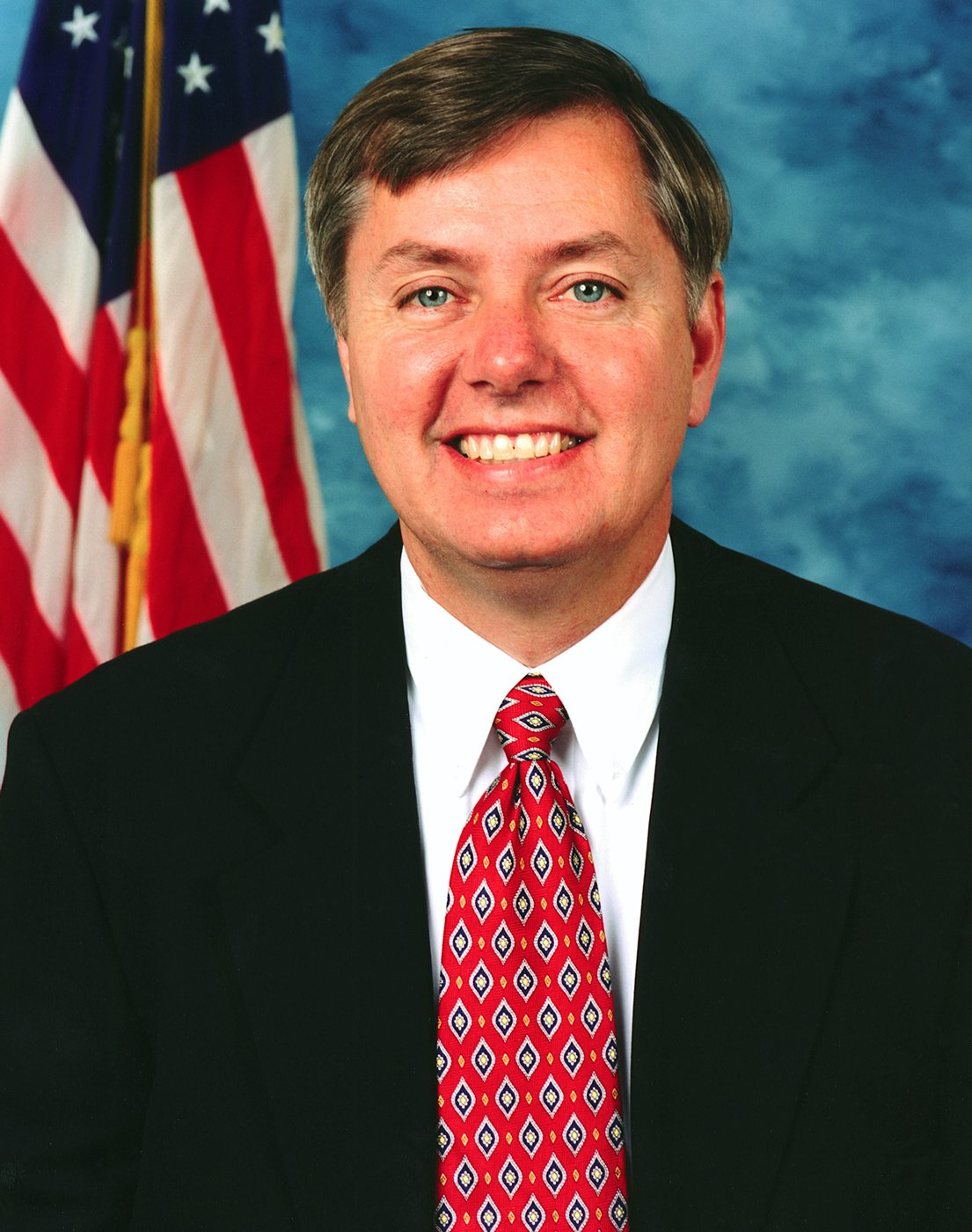
Lindsey Graham
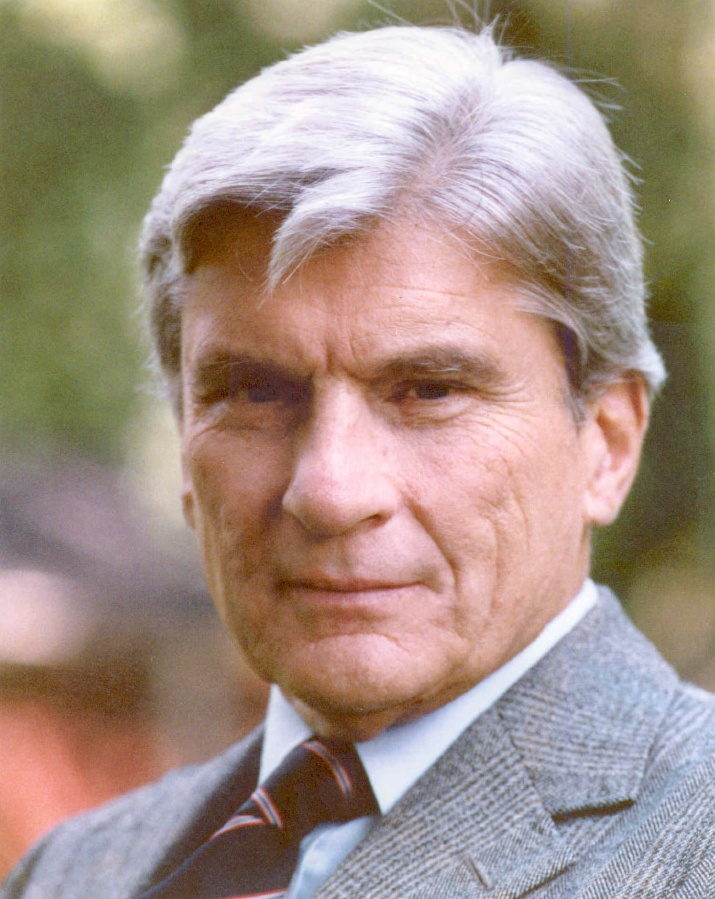
John Warner
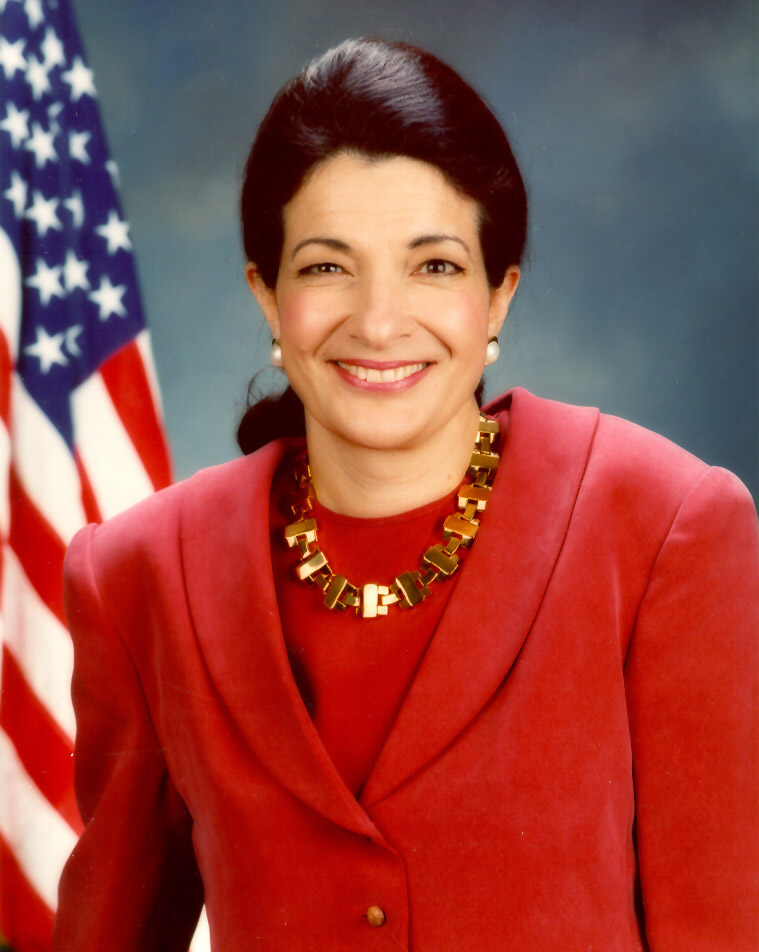
Olympia Snowe
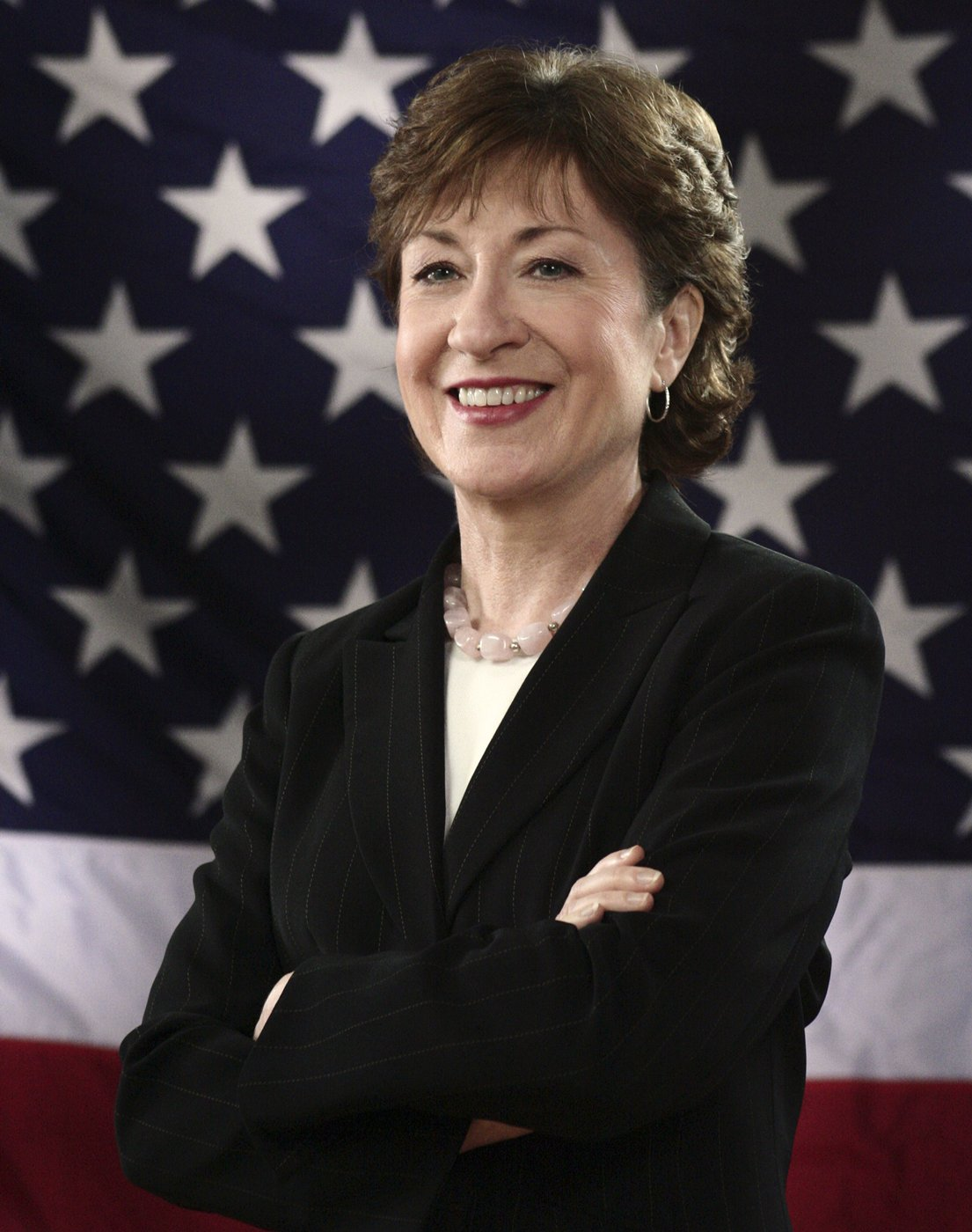
Susan Collins
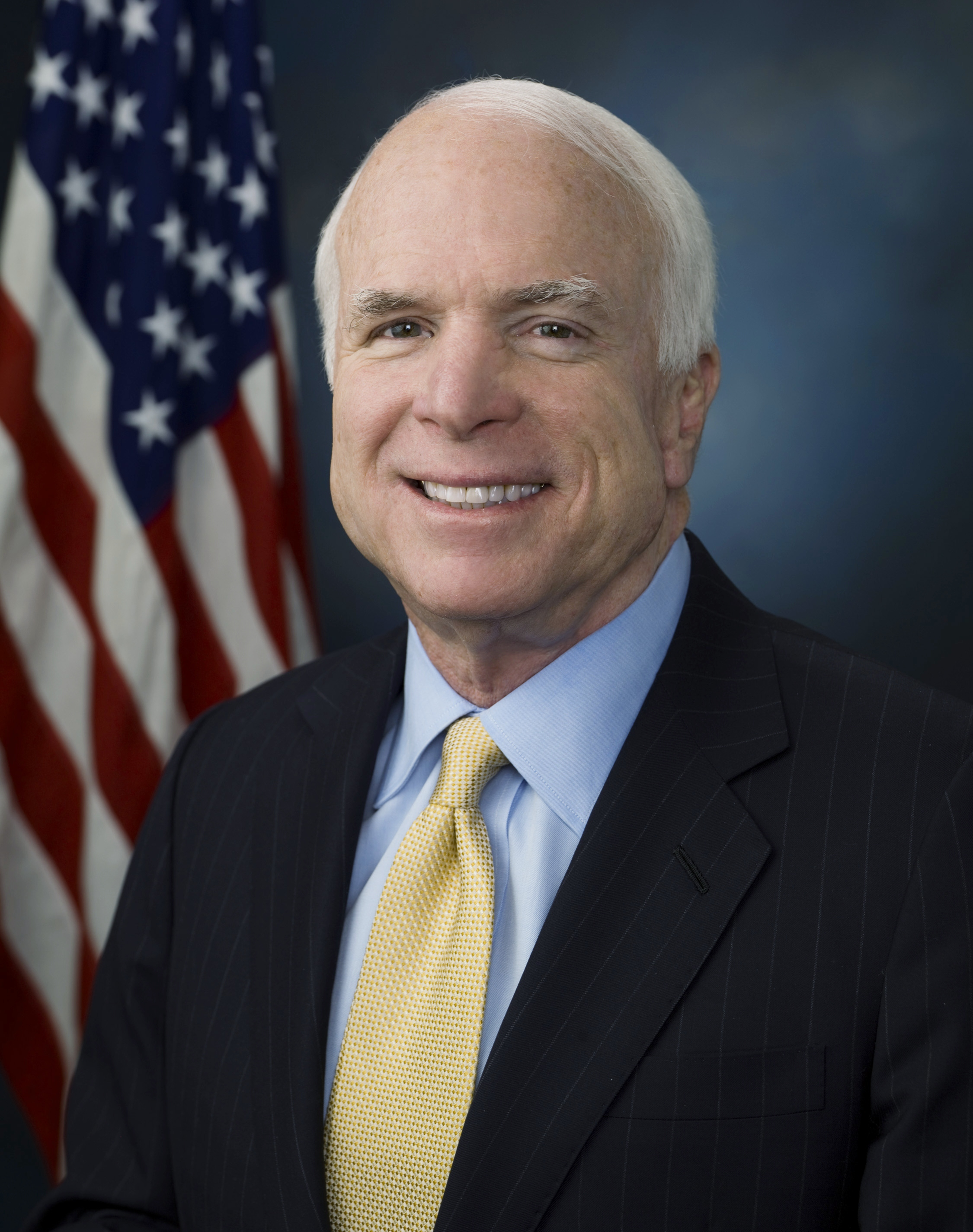
John McCain
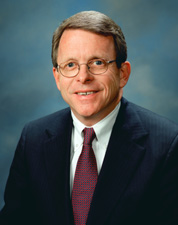
Mike DeWine
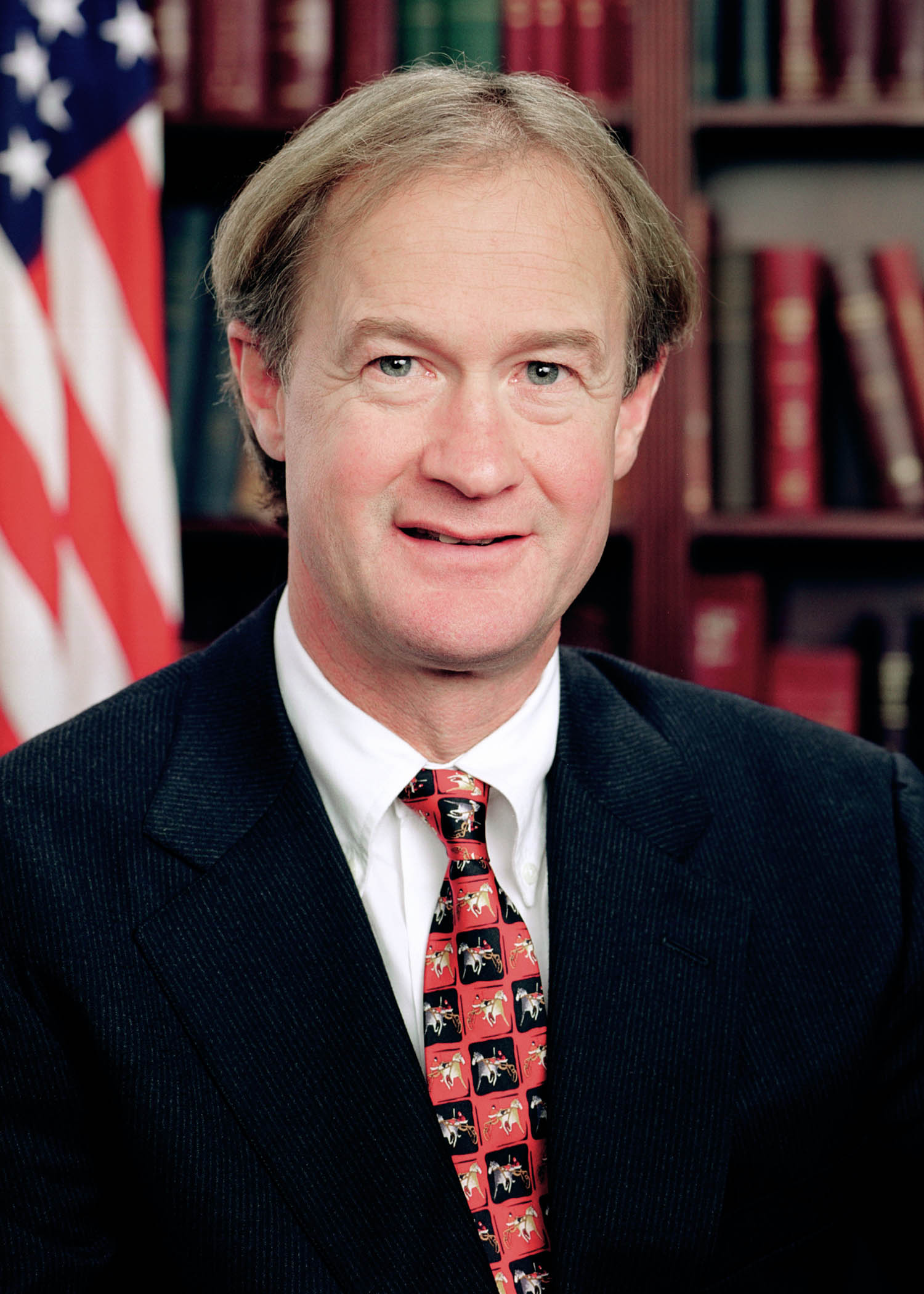
Lincoln Chafee